# 卡扎馬城堡

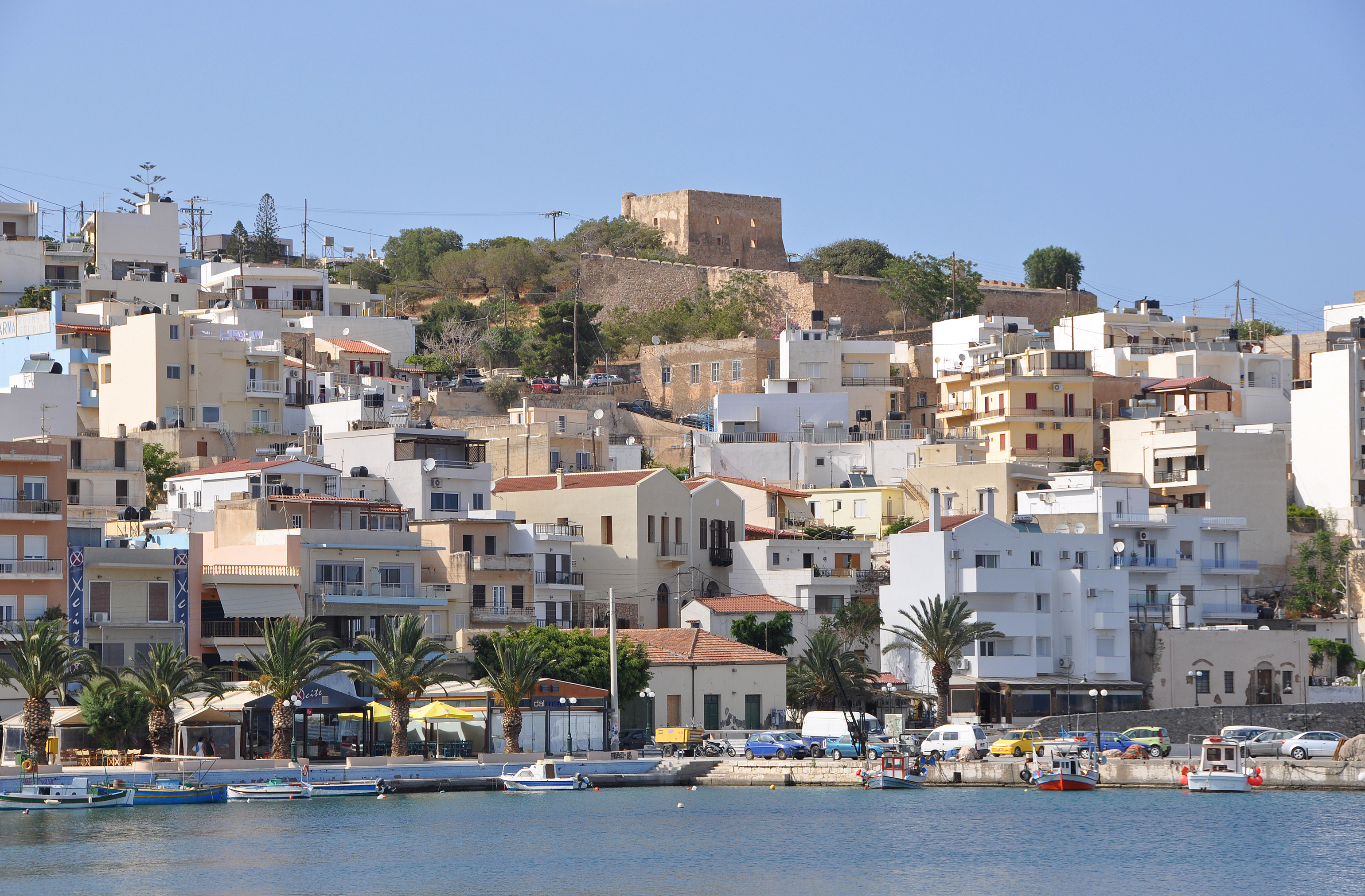

卡扎馬城堡 (希臘語：Καζάρμα）是希臘克里特島城鎮錫蒂亞的一座城堡。這座城堡由威尼斯人修建於13世紀統治克里特島時期。1651年，威尼斯人放棄了這座城堡。此後土耳其人部分破壞了這座城堡。

## 外部連結
- Citta di Settia （页面存档备份，存于） map by Marco Boschini
- Extensive article from ExploreCrete.com （页面存档备份，存于）

35°12′40″N 26°06′27″E / 35.2111°N 26.1075°E